# Sanshō
Sanshō (jap. 山椒) – japońskie drzewo pieprzowe, pieprz japoński ze zmielonych owoców z nasionami żółtodrzewu pieprzowego (Zanthoxylum piperitum), wykorzystywany jako przyprawa w kuchni japońskiej, podobna do pieprzu syczuańskiego (uzyskiwanego z żółtodrzewu Bungego Z. bungeanum), lecz nie tak ostra. 

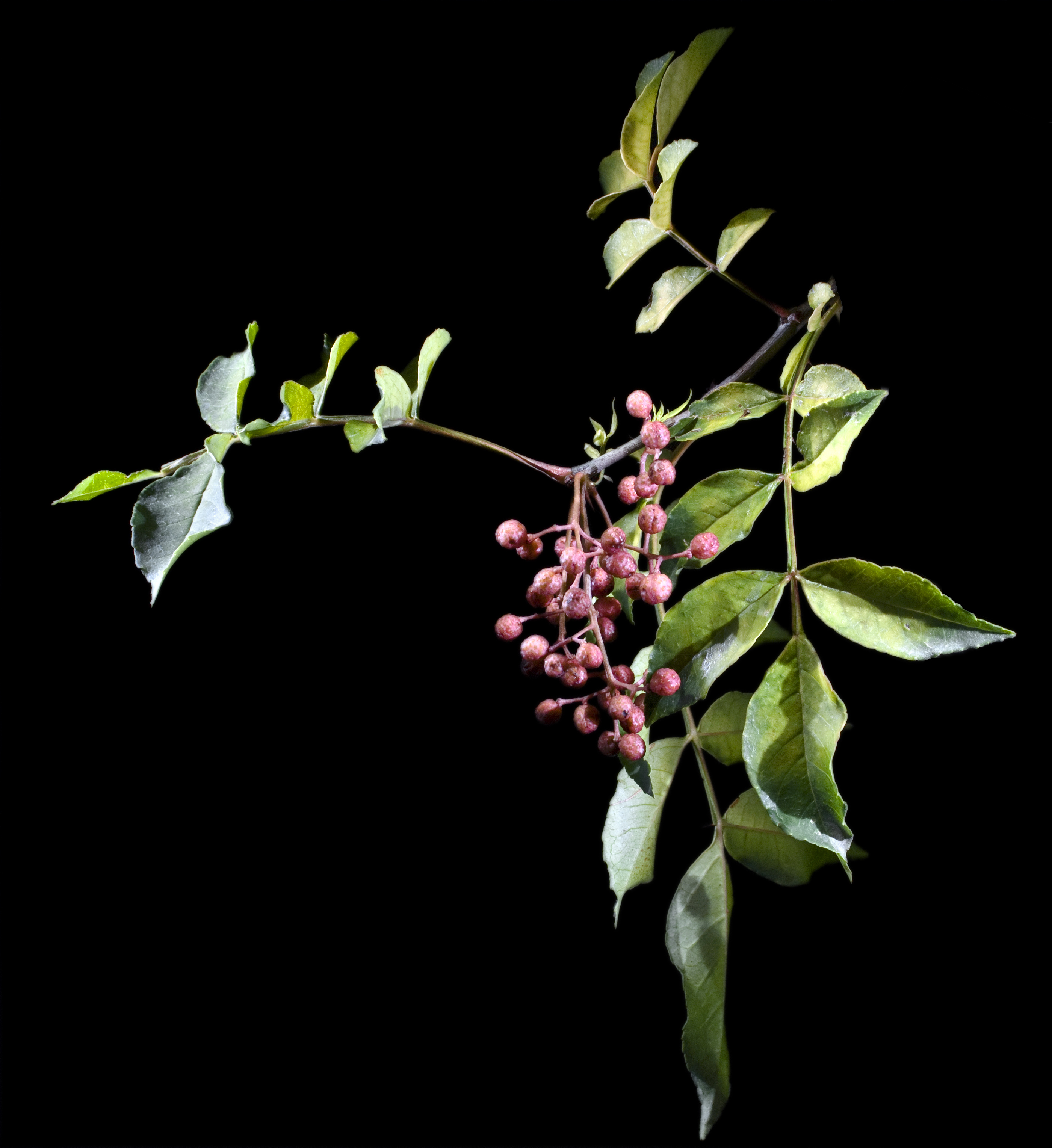
Żółtodrzew pieprzowy

Długo zachowuje aromat nawet po zmieleniu. Przyprawa stosowana tradycyjnie do tłustych potraw, jak np. unagi kabayaki, grillowanego węgorza, oblewanego gęstym, słodkim sosem w trakcie pieczenia, podawanego na gorącym ryżu. 
Sanshō jest także jednym z siedmiu składników mieszanki przypraw o nazwie shichimi tōgarashi (inaczej nana-iro tōgarashi). 
Pąki liściowe (ki-no-me) żółtodrzewu pieprzowego wykorzystuje się sezonowo do doprawiania:
- potraw typu aemono, rodzaju potraw z warzyw sezonowych, np.: fasolki szparagowej, szpinaku, ogórka, daikonu, pochrzynu, które zostały przygotowane przez pocięcie, gotowanie lub smażenie i doprawione różnymi przyprawami, jak: sos sojowy (shōyu), ocet, miso, nasiona sezamu (goma, Sesamum indicum), tofu;
- zup suimono;
- warzyw marynowanych tsukemono[1][2][3].

## Galeria

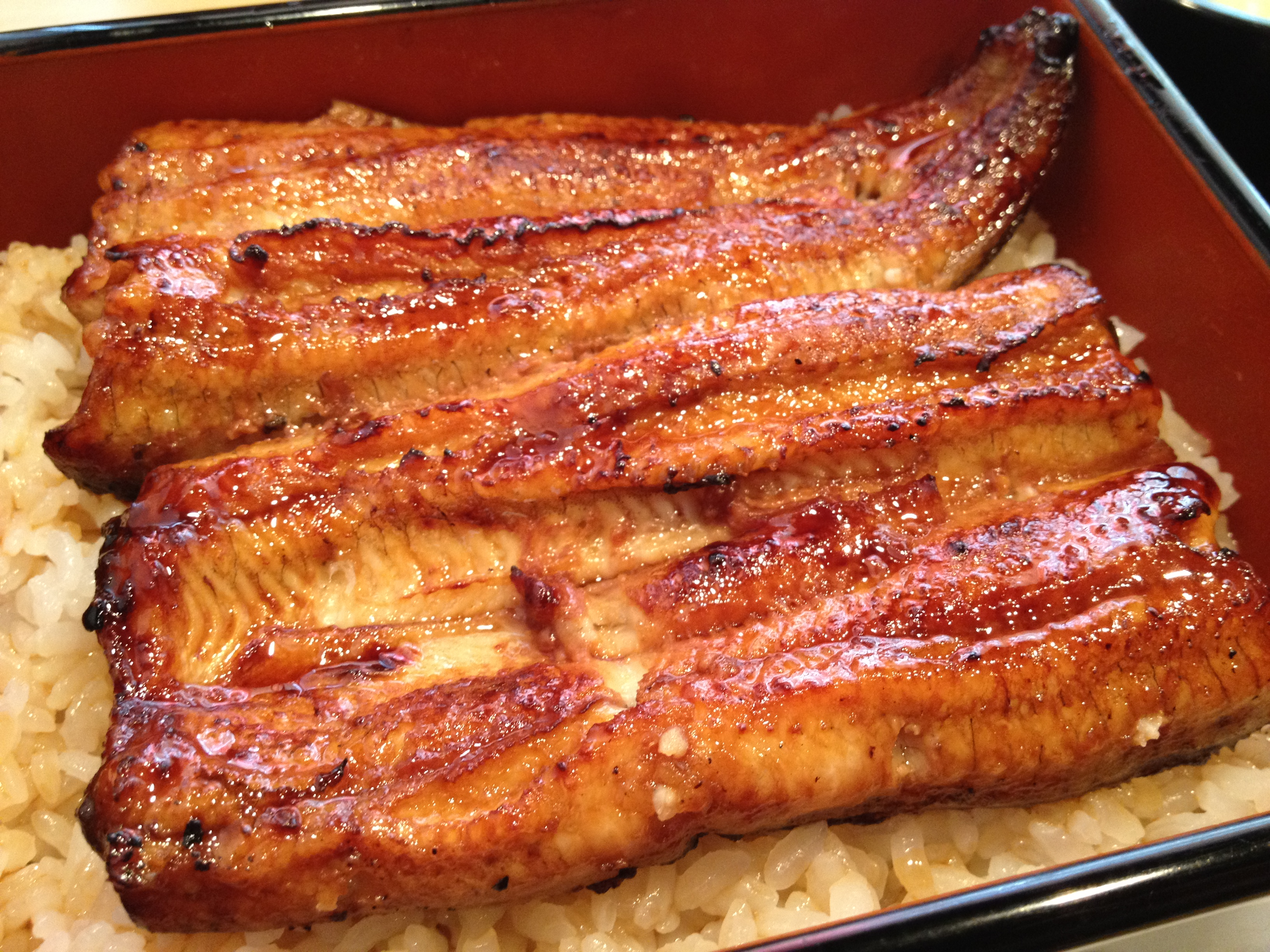
Unagi-kabayaki
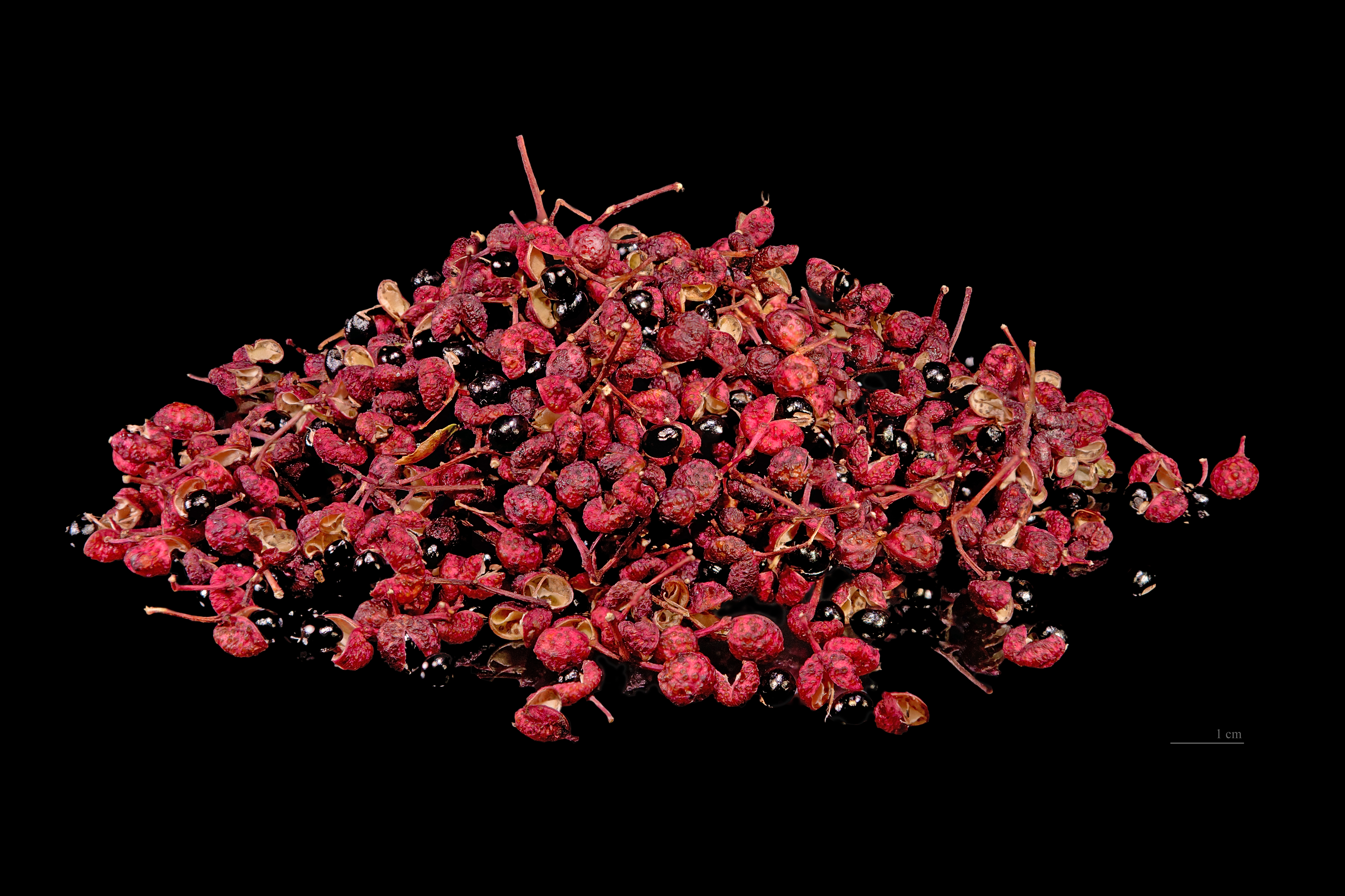
Owoce i nasiona żółtodrzewu pieprzowego
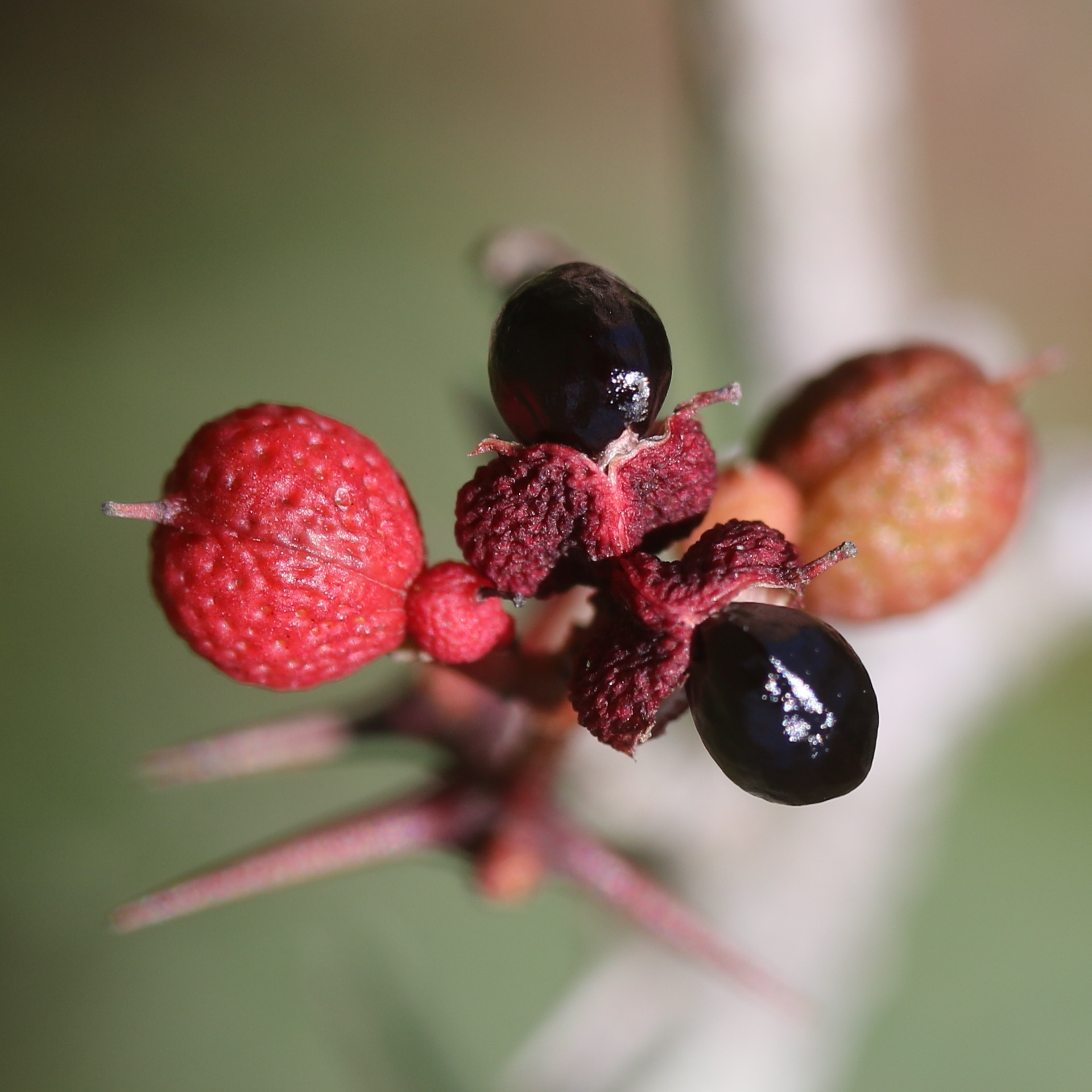
Nasiona i owoce w zbliżeniu
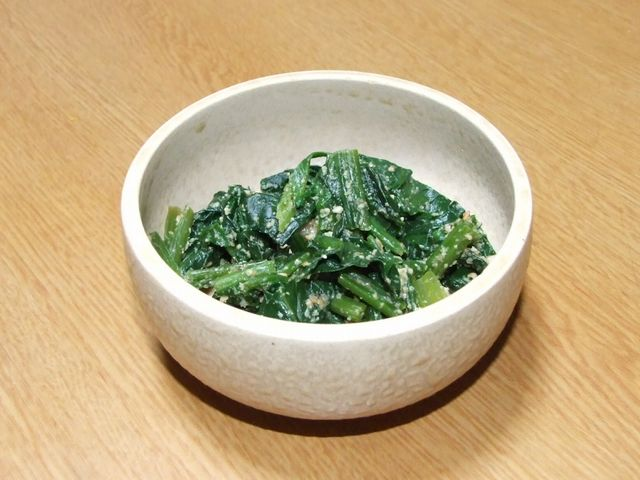
Aemono: szpinak i sezam